# Cornillon (Haïti)
Cornillon (Haïtiaans-Creools: Kòniyon, ook Grand-Bois genoemd) is een stad en gemeente in Haïti met 60.000 inwoners. De plaats ligt 40 km ten oosten van de hoofdstad Port-au-Prince. De gemeente maakt deel uit van het arrondissement Croix-des-Bouquets in het departement Ouest.
Er wordt fruit en koffie verbouwd. Verder komt er hout uit dit gebied.

## Indeling
De gemeente bestaat uit de volgende sections communales:
| Nr. | Naam            | Km²   | Inw.2015 |
| --- | --------------- | ----- | -------- |
| 1   | Plaine Céleste  | 53,62 | 12.644   |
| 2   | Plaine Céleste  | 39,09 | 10.276   |
| 3   | Boucan Bois Pin | 47,05 | 13.261   |
| 4   | Boucan Bois Pin | 35,59 | 15.107   |
| 5   | Génipailler     | 47,89 | 8.372    |